# Argia tinctipennis
Argia tinctipennis – gatunek ważki z rodziny łątkowatych (Coenagrionidae). Występuje na terenie Ameryki Południowej.